# Serra de Tala Mungongo
A Serra de Tala Mungongo, também chamado de Planalto do Malanje, é uma cadeia montanhosa localizada na divisa das províncias de Malanje e Lunda Norte, em Angola.
A Serra de Tala Mungongo separa as bacias dos rios Cuango (é somente uma sub bacia componente da bacia do Congo) e Cuanza.